# Musée d'Art moderne de San Francisco
Pour l’article homonyme, voir Musée d'art moderne.
Le musée d'Art moderne de San Francisco (en anglais : San Francisco Museum of Modern Art, abrégé SFMOMA) est un musée situé à San Francisco en Californie. C’est l'un des plus grands musées au monde consacré à l'art moderne et contemporain et, depuis 2016, le plus grand des États-Unis.

## Histoire
Il a ouvert ses portes en 1935 et était alors le seul musée de ce type sur la côte ouest des États-Unis. Le bâtiment actuel a été conçu par l'architecte suisse Mario Botta, financé avec des fonds privés, et inauguré en 1995, pour le 60e anniversaire du musée. C’était à l’époque, en surface, le deuxième plus grand musée américain consacré à l’art moderne, derrière le MoMA de New York.
La structure extérieure se compose d’une façade en gradins massifs qui enserre un cylindre central de 40 m de haut, biseauté à son sommet, et qui fait fonction d’atrium. A l’intérieur, les espaces se déploient donc autour cet atrium central, éclairé par un puits de lumière, et soutenu à sa base par quatre piliers au centre desquels s’élevait un escalier monumental qui a été ôté lors de l’agrandissement de 2016. L'aménagement intérieur est marqué, à l’image du cylindre extérieur, par l'alternance sur le sol, les murs du rez-de-chaussée et les bases des colonnes, de bandes de granit noir poli et flammé, ce qui donne à celles-ci un aspect plus rugueux. Les comptoirs d'accueil et le vestiaire sont, dans le même esprit, habillés de bandes superposées de bois naturel et teinté noir.
En 2006, une terrasse, conçue par l’architecte Mark Jensen, est ajoutée sur le toit et, en 2009, des plans d'extension sont annoncés afin de tripler la surface d’exposition existante . En juillet 2010, le cabinet d'architecture norvégien Snøhetta est choisi parmi quatre autres agences, pour les réaliser. Le musée rouvre ses portes le 14 mai 2016 avec 10 étages additionnels, à l’arrière du bâtiment Botta, et 15 793 m2 de galeries,.

## Collections
- Takashi Murakami : Super nova (1999)
- Ansel Adams
- Georges Braque : Violon et Bougie (1910)
- James Coignard
- Richard Diebenkorn
- Marcel Duchamp
- Frida Kahlo : Frida et Diego Rivera (1931)
- Salvatore Garau
- Paul Klee
- Pierre Lallemand : certaines des maquettes, « objets d’architectures possibles » font désormais partie des collections permanentes du département « Architecture and Design ».
- René Magritte : Les Valeurs personnelles (1952)
- Henri Matisse : Femme au chapeau (1905), La Fille aux yeux verts (1908), Sarah Stein (1916), La Conversation (1938)
- Claes Oldenburg : Blue Legs (1961), Funeral Heart (1961), Wedding Souvenir (1966).
- Jackson Pollock
- Andy Warhol : Triple Elvis (1963)